# Reserva de la biosfera intercontinental del Mediterráneo
La Reserva de la Biosfera Intercontinental del Mediterráneo es una Reserva de la Biosfera internacional presente desde el sur de España hasta el norte de Marruecos. Fue creada en 2006 por la Unesco.
La reserva gestiona un millón de hectáreas de ambas orillas protegiendo la biodiversidad de la zona e impulsando la cooperación de ambos países. Además, es la primera reserva en contar con un mar dentro de sus límites.

## Geografía

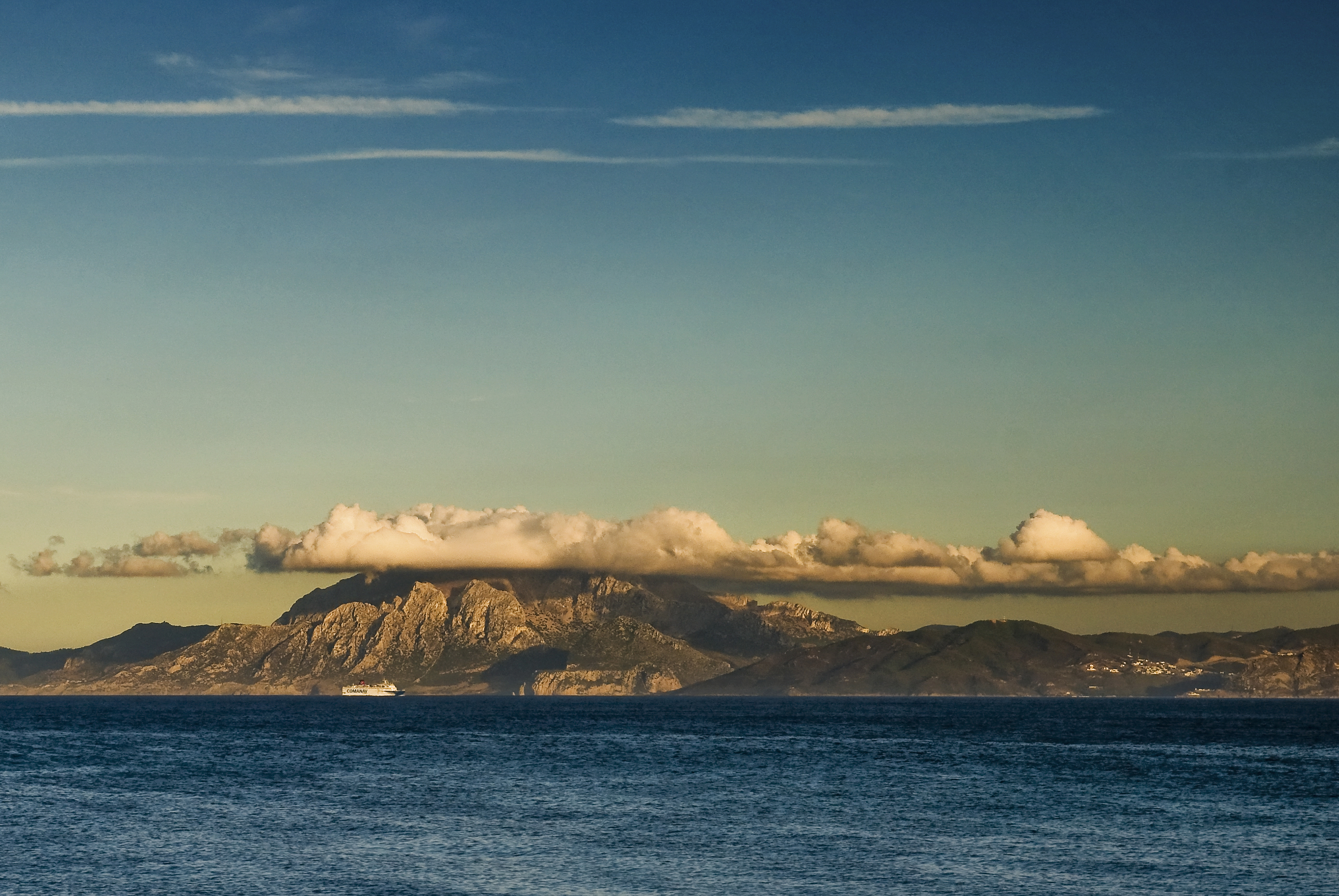
Montañas africanas del Rif vistas desde Tarifa (España).

Abarca algunos de los espacios naturales más sobresalientes de la zona oriental de la provincia de Cádiz y occidental de Málaga, en Andalucía, al sur de España. En el lado africano, reúne las provincias de Tánger, Tetuán, Larache y Chauen, en el norte de Marruecos.
Este territorio intercontinental engloba dos Reservas de la Biosfera de Andalucía declaradas ya con anterioridad: las de la Sierra de Grazalema y Sierra de las Nieves. Los Parques Naturales del Estrecho y los Alcornocales; los Parajes Naturales de Los Reales de Sierra Bermeja, Sierra Crestellina, Desfiladero de los Gaitanes y Playas de los Lances y los Monumentos Naturales Duna de Bolonia, Pinsapo de las Escaleretas y Cañón de las Buitreras son el resto de territorios andaluces que engloban esta Reserva.

## Naturaleza

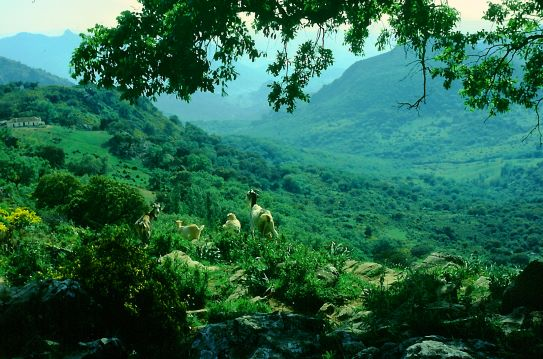
Entorno natural de la Sierra de Grazalema (España).

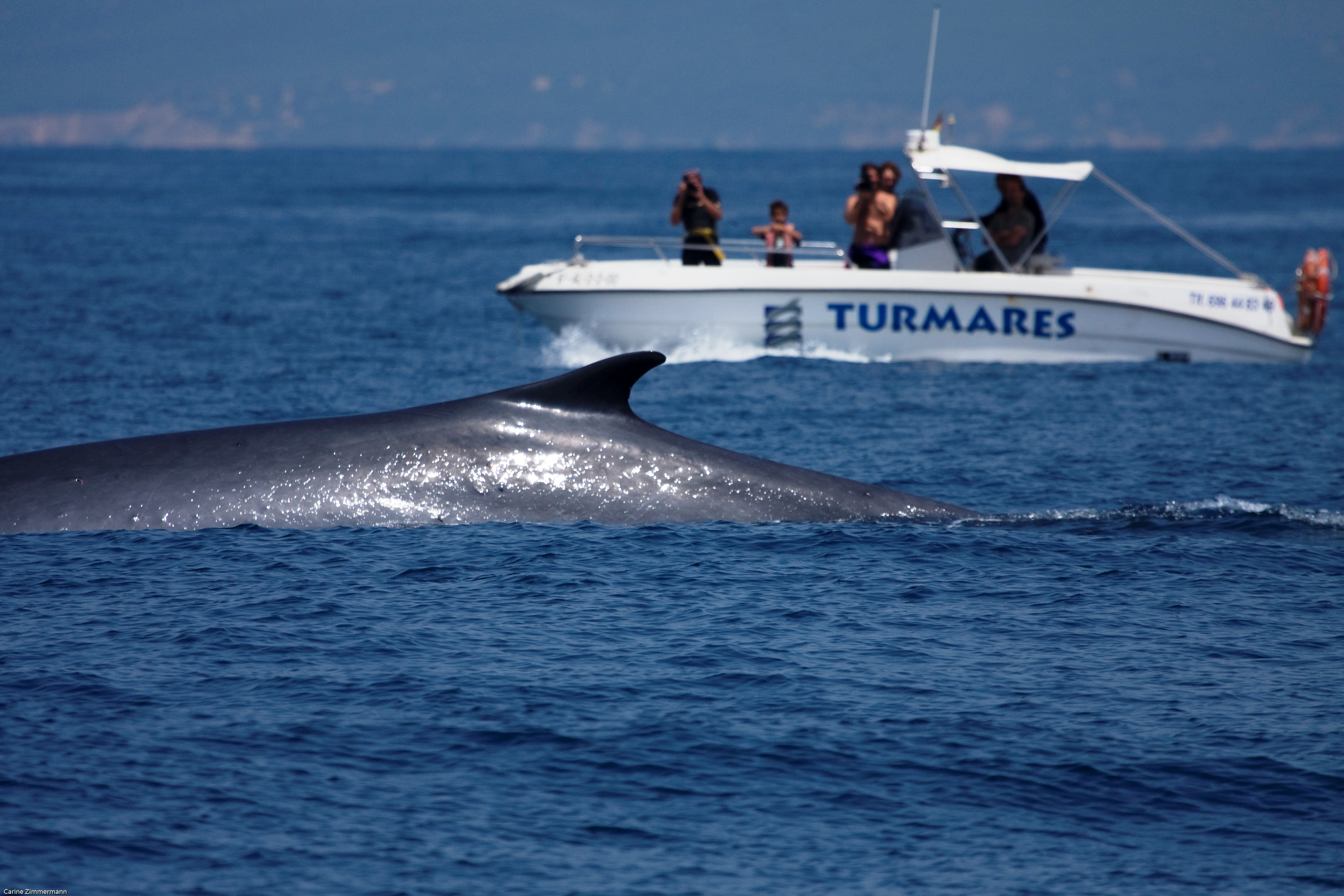
Rorcual común en aguas del estrecho de Gibraltar.

El ámbito de la reserva posee numerosos rasgos comunes en las características de su medio natural. La separación física que supone el estrecho de Gibraltar y las circunstancias históricas y culturales han determinado no obstante las diferencias entre ambas orillas y han favorecido la biodiversidad natural y cultural existente en la actualidad.
La riqueza natural compartida entre ambas orillas proviene en gran medida de la posición de frontera zoológica y ruta migratoria entre los continentes europeo y africano y que determina el enriquecimiento en especies ya sea de paso o nidificantes estacionales. 
Las riberas norte y sur del Estrecho comparten además un 75 % de su flora vascular, destacando la presencia de formaciones endémicas de pinsapo así como de encinas, alcornoques y una gran variedad de formaciones de matorral y pastizales.
Entre las especies de fauna destaca en la zona marroquí la presencia de 40 especies de mamíferos entre los que destacan el jabalí y la nutria, comunes en ambas orillas, además de la mona rabona. Se han identificado un total de 117 especies de aves nidificantes con distintos grados de amenaza como el alimoche o el águila real. Entre los reptiles  existe una gran riqueza de especies de serpientes y tortugas, concentrando la zona norte de Marruecos un 50 % de los anfibios del país.
La fauna marina del estrecho de Gibraltar es muy variada gracias a las corrientes. Además, al ser el único paso entre el Mediterráneo y el Atlántico, las especies migratorias circulan por las profundidades del mar durante casi todo el año. Los pescadores del estrecho de la orilla española pescan el atún con la técnica histórica de la almadraba desde la antigüedad. Entre las especies marinas cabe destacar la presencia de cetáceos como: delfines, calderones, cachalotes, orcas o incluso rorcuales comunes.

## Características

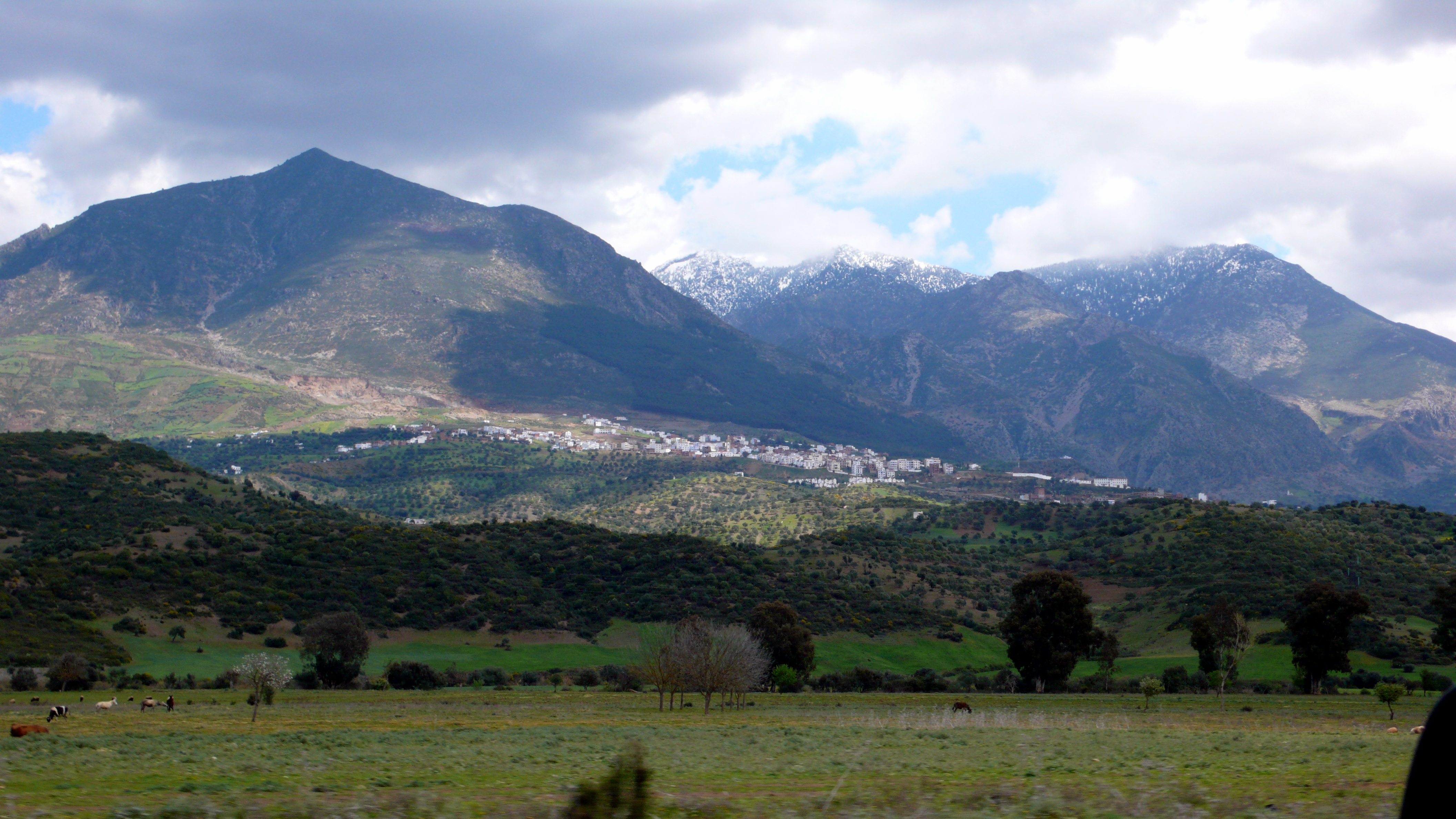
Chauen, en la cordillera del Rif (Marruecos).

El conjunto de la orilla española se caracteriza por tener la mejor representación y diversidad de la vegetación del monte mediterráneo.
El norte de Marruecos se caracteriza por el arco de la cordillera del Rif con un clima influenciado por los vientos atlánticos del oeste y mediterráneos del norte. Estas sierras calizas reciben la tasa de precipitaciones anuales más alta del país con más de 2000 mm anuales, carácter climático que comparte con la gaditana Sierra de Grazalema. 

## Amenazas
Entre los riesgos que amenazan la conservación del entorno en ambos países destacan los incendios forestales, la presión urbanística y la contaminación tanto ambiental como marítima en la zona del Estrecho.